# Scheloribates curvialatus
Scheloribates curvialatus är en kvalsterart som beskrevs av Hammer 1961. Scheloribates curvialatus ingår i släktet Scheloribates och familjen Scheloribatidae. Inga underarter finns listade i Catalogue of Life.